# Varappuzha
Varappuzha es una ciudad censal situada en el distrito de Ernakulam en el estado de Kerala (India). Su población es de 26750 habitantes (2011). Se encuentra a 16 km de Cochín y a 57 km de Thrissur.

## Demografía
Según el censo de 2011 la población de Varappuzha era de 26750 habitantes, de los cuales 13171 eran hombres y 13579 eran mujeres. Varappuzha tiene una tasa media de alfabetización del 96,71%, superior a la media estatal del 94%: la alfabetización masculina es del 97,87%, y la alfabetización femenina del 95,59%.